# SAETA-Flug 232
Auf dem SAETA-Flug 232 verschwand am 15. August 1976 eine Vickers Viscount 785D mit 55 Passagieren und vier Besatzungsmitgliedern an Bord spurlos. Mehr als 26 Jahre später entdeckten ecuadorianische Bergsteiger die Überreste des Flugzeugs zufällig an der Ostflanke des Bergs Chimborazo auf einer Höhe von etwa 5400 Meter.

## Flugverlauf
Die Maschine der ecuadorianischen Gesellschaft SAETA sollte einen täglichen Inlandslinienflug von Quito ins rund 300 km südlicher gelegene Cuenca absolvieren. Die Flugdauer auf dieser Strecke betrug etwa eine Stunde. Die Vickers Viscount startete um 8:06 Uhr Ortszeit mit einer wetterbedingten Verspätung vom Aeropuerto Internacional Mariscal Sucre in Quito. Die Piloten hatten eine Freigabe für einen Steigflug auf 5490 Meter MSL (18.000 Fuß) erhalten und kreisten zunächst während des Steigens, um eine ausreichende Höhe zum Flug über die Anden zu gewinnen. Im Anschluss ging das Flugzeug auf einen südwestlichen Kurs in Richtung Cuenca und flog in den Bereich der Kontrollzone Ambato ein. Der dortige Fluglotse empfing 21 Minuten nach dem Start eine Mitteilung der Besatzung, dass sie die freigegebene Flughöhe von 18.000 Fuß erreicht hätte. Der Funkspruch enthielt keinen Hinweis auf ein bestehendes Problem. Es war der letzte Kontakt mit der Maschine.

## Suche und Fund des Wracks
Trotz hunderter Suchflüge konnte die vermisste Maschine nicht gefunden werden. Bereits im Jahr 1976 wurde angenommen, dass die Vickers Viscount bei schlechten Sichtbedingungen gegen den aus der Hochebene hervorragenden Vulkan Chimborazo geflogen sein könnte. Auch über eine Entführung durch die kolumbianische Guerilla wurde spekuliert.
Am 17. Oktober 2002 stießen Bergsteiger östlich des Hauptgipfels des Chimborazo in etwa 5400 Meter Höhe auf die Überreste eines Flugzeuges. Zudem entdeckten sie Leichen und zahlreiche persönliche Gegenstände, darunter auch Zeitungen aus dem Jahr 1976. Nach einer Untersuchung der Trümmer und sonstigen Fundstücke durch das ecuadorianische Militär wurde im Februar 2003 offiziell bestätigt, dass es sich um die vermisste Maschine handelt. Das Trümmerfeld war vermutlich jahrelang von Schnee und Eis bedeckt und wurde wahrscheinlich erst durch die fortschreitende Gletscherschmelze sichtbar.